# 一ツ橋
一ツ橋（ひとつばし）は、東京都千代田区の地名である。現行行政地名は一ツ橋一丁目および一ツ橋二丁目。一丁目は麹町地域、二丁目は神田地域と分かれている。住居表示実施済み。

## 地理
江戸城の北に位置していて、西は清水濠、南は平川濠・大手濠に接している。平川橋も架かっている。かつて町名が神田一ツ橋の時代もあった。1933年に東京都多摩地域の国立市へ移転するまで東京商科大学（現在の一橋大学）がこの地に存在していた。小学館およびその関連会社（集英社、メディアドゥなど）の本社が集中していることから、出版業界ではそれら企業群のことを俗に「一ツ橋グループ」と呼ばれる。神田古書店街で知られる神田神保町とも隣接している。

## 歴史

### 「一ツ橋」の由来
「一ツ橋」の地名は中心部よりやや南を南東から北西へ縦断する日本橋川に架かる一ツ橋（一橋）に由来している。
三浦浄心『見聞集』の巻1(13)「江戸の川橋にいはれ有事」によると、もともと丸木を一本渡した橋だったため、「ひとつ橋」「まろき橋」と言い習わしていたという。
一ツ橋付近はもともと平川（いまの日本橋川）と小石川（現在の白山通り）の合流地点であり、合流点を表す「一つ」がこの地点に架かる橋の名称、さらにこの付近の地名になった。町名の由来となった一ツ橋は後述の一橋御門の築造以前から存在していたと考えられている。

#### 隣の橋
- 日本橋川

（上流側） - 雉子橋 - 一ツ橋 - 錦橋 - （下流側）

### 江戸時代
江戸時代初期の1606年（慶長11年）以降、この橋の前に江戸城の外郭門が築造され、「一橋御門」と命名された。8代将軍徳川吉宗は、子の宗尹に一橋門内（現在の丸紅本社 - 一橋会館の一画）に屋敷を与えて一橋家を創設、のち御三卿の一つに数えられた（地名が「一ツ橋」と表記されるのに対し、御三卿の家名は一般に「一橋」と表記される）。江戸中期以降、一橋門外は火除明地となり一帯は「護持院原」（ごじいんがはら / 森鷗外の小説で有名）と命名された。

### 明治時代以降

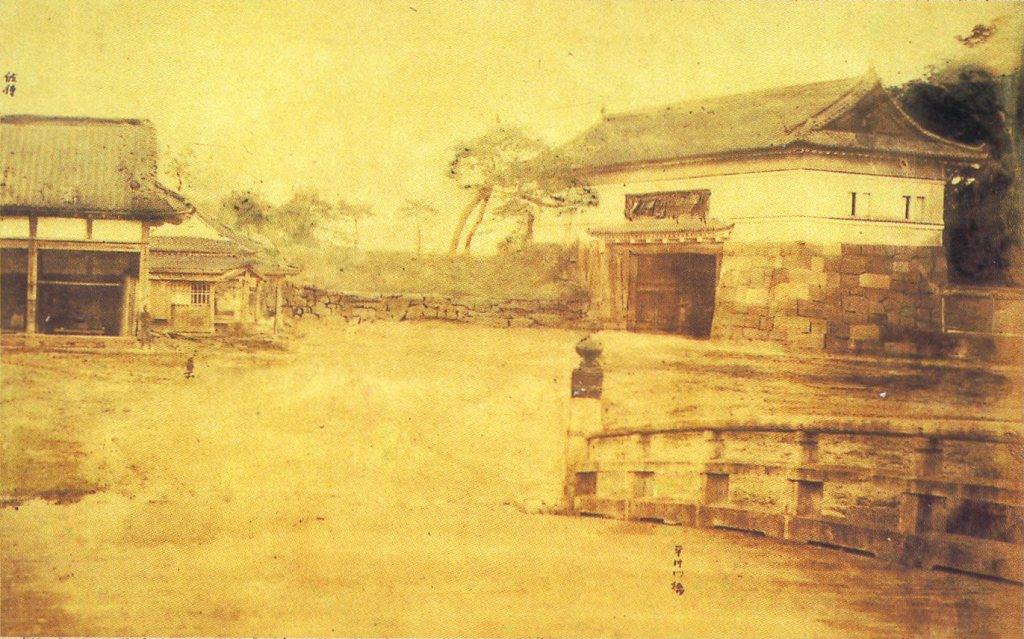
明治4年（1871）以前の一ツ橋門（「旧江戸城写真帖」）

江戸幕府終焉後の1873年（明治6年）になって一橋門は撤去され、1878年の神田区設置に際して一ツ橋は同区に編入された。1889年、一部が麹町区竹平町に分割された（一ツ橋1丁目）。その後1947年現在の千代田区に統合。
こののち一ツ橋および隣接の神田錦町に東京大学・一橋大学・東京外国語大学・学習院の前身校が設置されたことで、かつて護持院原と呼ばれたこの一帯は明治時代の一時期には文教地区の観を呈し、各大学の校史において「発祥の地」として位置づけられている（東京商科大学 (旧制)・東京外国語学校 (旧制)参照）。また近隣の神田昌平黌跡の湯島聖堂内に設立（1872年）された東京高等師範学校の附属小学校・附属中学校（現在の筑波大学附属小学校、中学校・高等学校）も、1890年から1910年まで神田区一ツ橋通町（現在の一ツ橋2丁目、共立女子学園の所在地）に存在していた。これらの教育機関の中でも特に一橋大の場合、前身校である旧制東京商大が国立への移転を経て第二次世界大戦後の新制大学移行に際し、発祥の地名を校名に冠し「一橋大学」と改称、現在に至っている。なお東京商科大学が1933年に移転した後、跡地と建物を本社として取得したのが小学館である。
文教地区としての一ツ橋の雰囲気は、一橋大の一部施設（一橋講堂・如水会館など）および、共立女子大がわずかに残されている。

## 世帯数と人口
2025年（令和7年）3月1日現在（千代田区発表）の世帯数と人口は以下の通りである。なお、一丁目は世帯数と人口共に0のため省略。
| 丁目         | 世帯数 | 人口 |
| ------------ | ------ | ---- |
| 一ツ橋二丁目 | 57世帯 | 75人 |

## 学区
区立小・中学校に通う場合、学区は以下の通りとなる（2017年8月現在）。なお、千代田区の中学校では学校選択制度を導入しており、区内全域から選択することが可能。
- 区域 : 一丁目、二丁目　各全域
  - 小学校 : 千代田区立お茶の水小学校
  - 中学校 : 千代田区立麹町中学校 または 千代田区立神田一橋中学校

## 事業所
2021年（令和3年）現在の経済センサス調査による事業所数と従業員数は以下の通りである。
| 丁目         | 事業所数  | 従業員数 |
| ------------ | --------- | -------- |
| 一ツ橋一丁目 | 103事業所 | 7,660人  |
| 一ツ橋二丁目 | 129事業所 | 7,656人  |
| 計           | 232事業所 | 15,316人 |

### 事業者数の変遷
経済センサスによる事業所数の推移。
| 年                 | 事業者数 |
| ------------------ | -------- |
| 2016年（平成28年） | 225      |
| 2021年（令和3年）  | 232      |

### 従業員数の変遷
経済センサスによる従業員数の推移。
| 年                 | 従業員数 |
| ------------------ | -------- |
| 2016年（平成28年） | 11,754   |
| 2021年（令和3年）  | 15,316   |

## 研究・教育機関
- 一橋大学大学院経営管理研究科・商学部
- 千代田区立神田一橋中学校
- 共立女子大学
- 共立女子短期大学
- 共立女子中学校・高等学校
- 国立情報学研究所

## 施設
施設・建造物
- 一橋大学 学術総合センター
- 如水会館
- パレスサイドビルディング
- 住友商事竹橋ビル

企業
- 毎日新聞社本店・東京本社（パレスサイドビルディング内）
- マイナビ
- 小学館
- 岩波書店
- 集英社
- メディアドゥ
- アドバンテージサーバー
- 東京クレジットサービス
- NTT ExCパートナー
- 住友精密工業東京本社（住友商事竹橋ビル内、登記上の本店は兵庫県尼崎市）

法人・団体
- 学士会
- 一般社団法人如水会(一橋大学同窓会)
- 東京都保健医療公社
- 日本教育会館
- 国立大学協会
- 全国高等専門学校連合会
- 日本能率協会
- JC総研
- マンション管理センター（岩波書店一ツ橋ビル内）
- 世界遺産アカデミー
- 日本ニュース時事能力検定協会

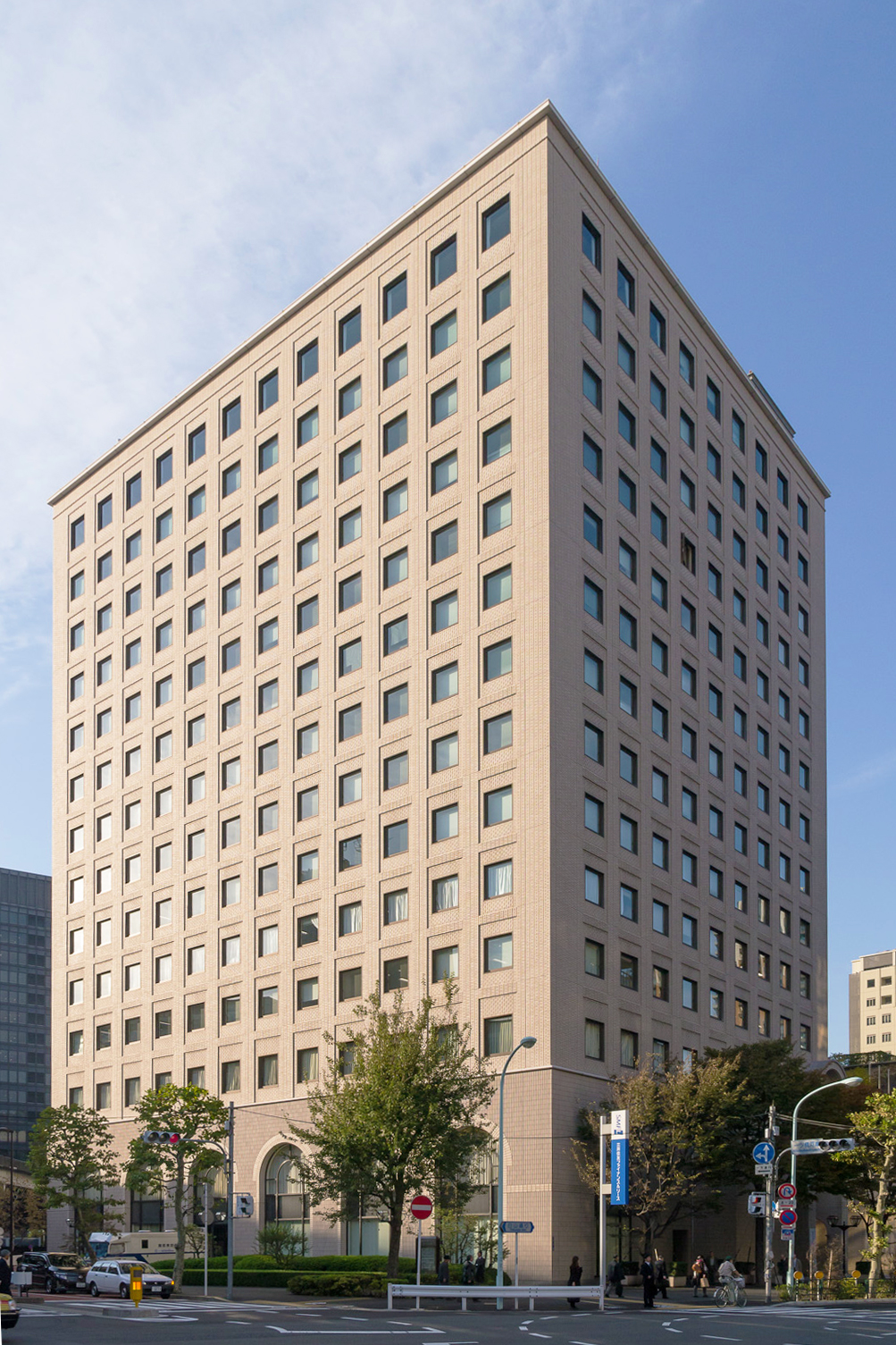
如水会館
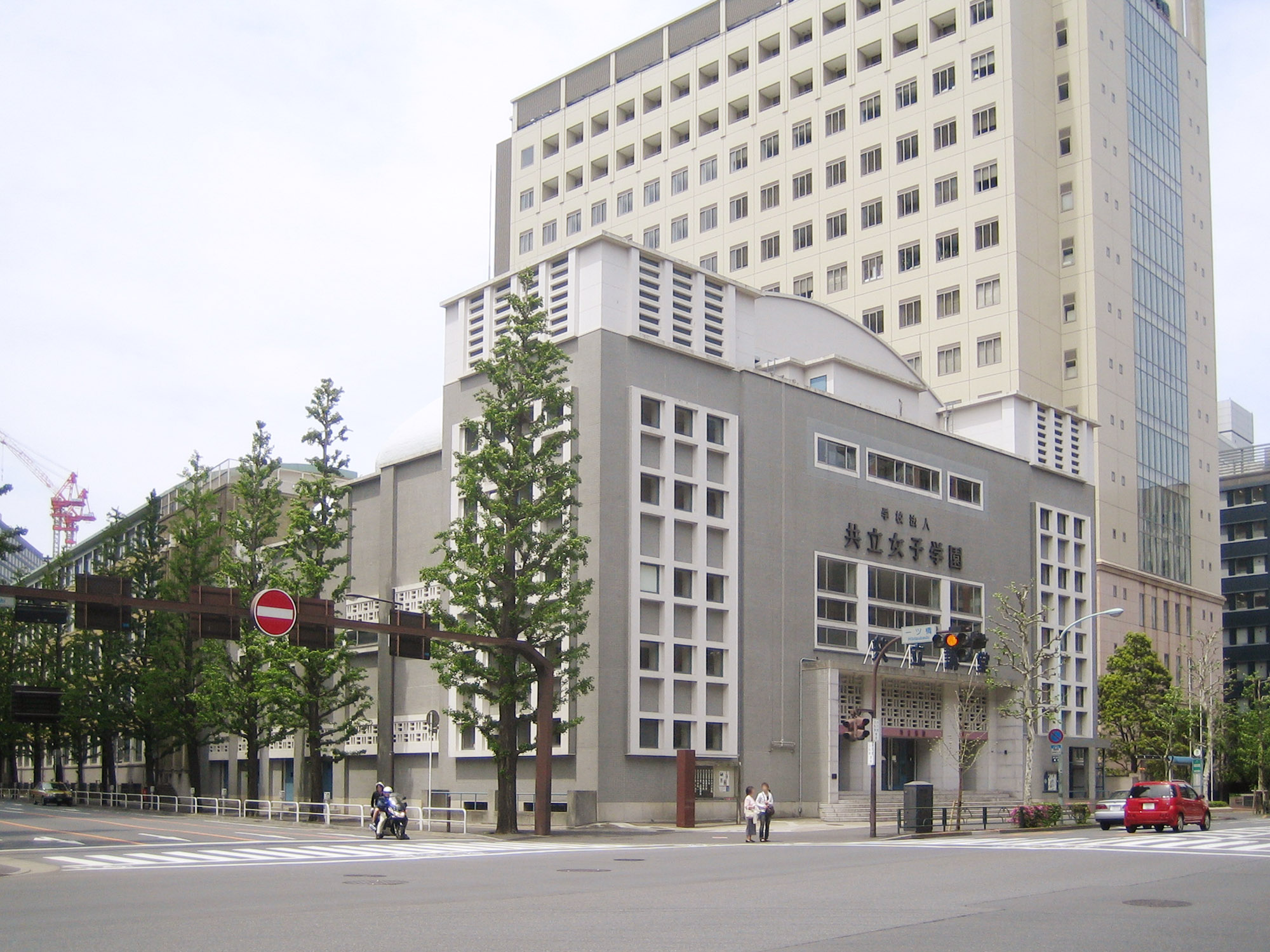
共立女子大学神田一ツ橋キャンパス
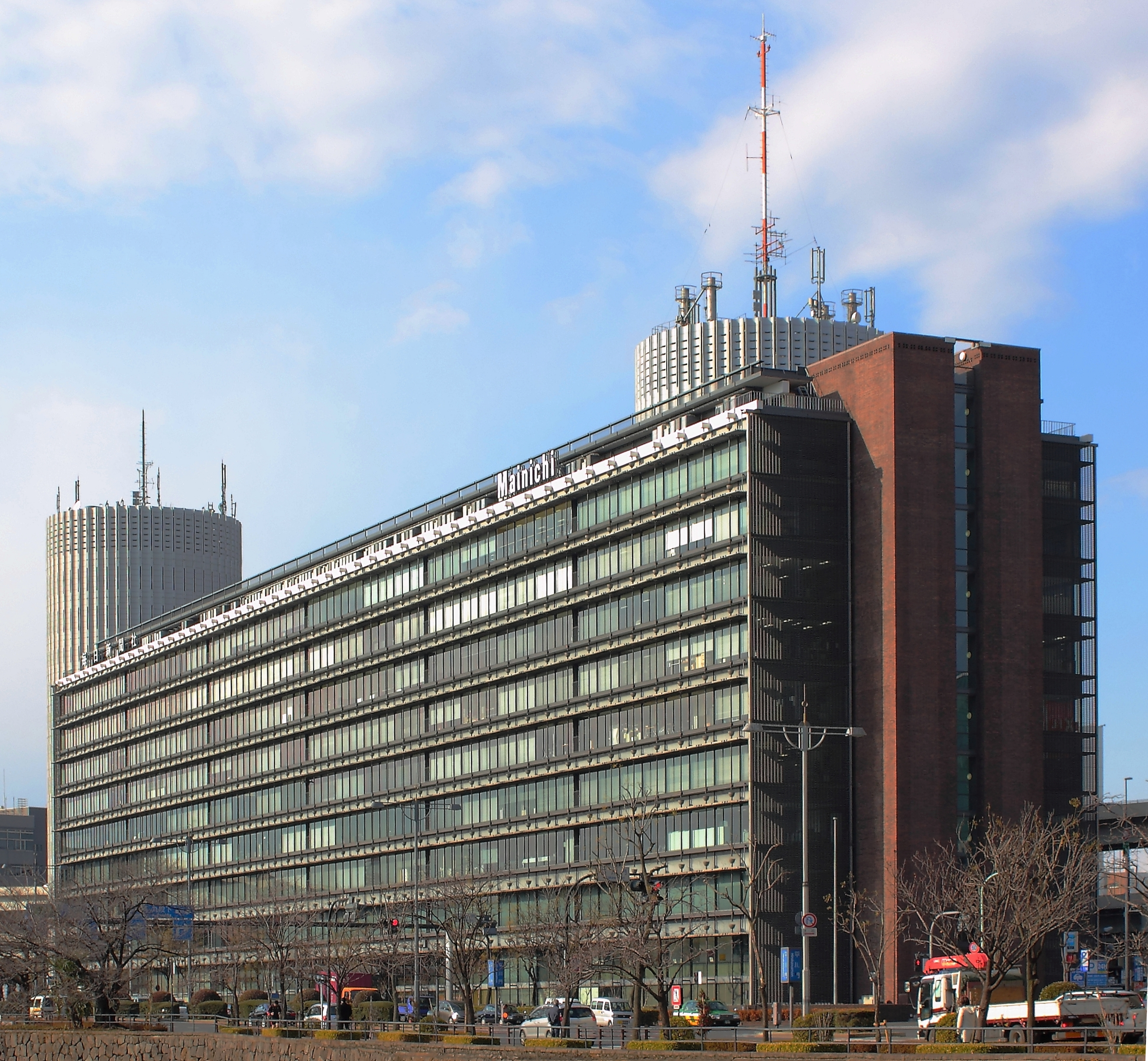
パレスサイドビル（毎日新聞東京本社）
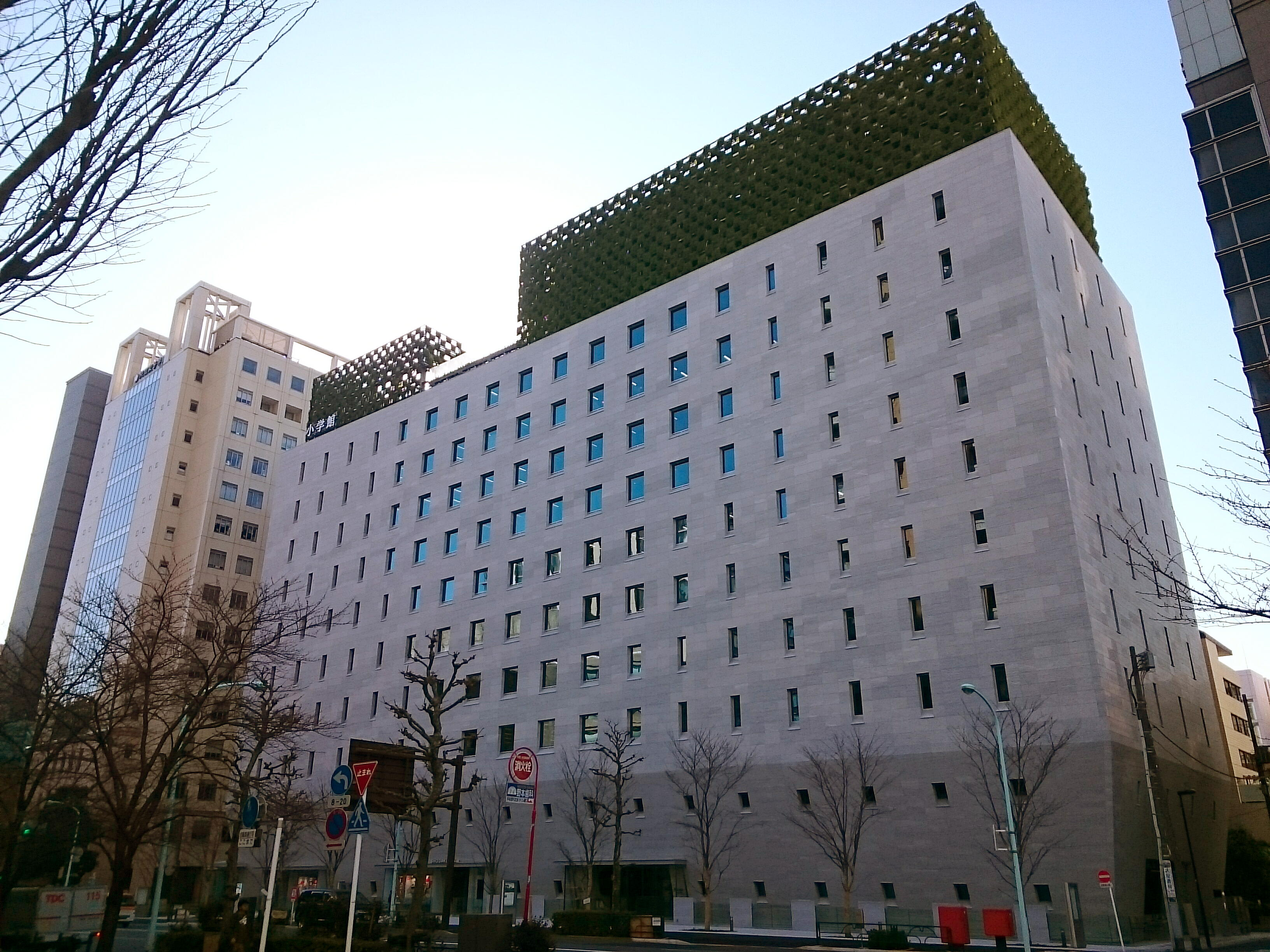
小学館
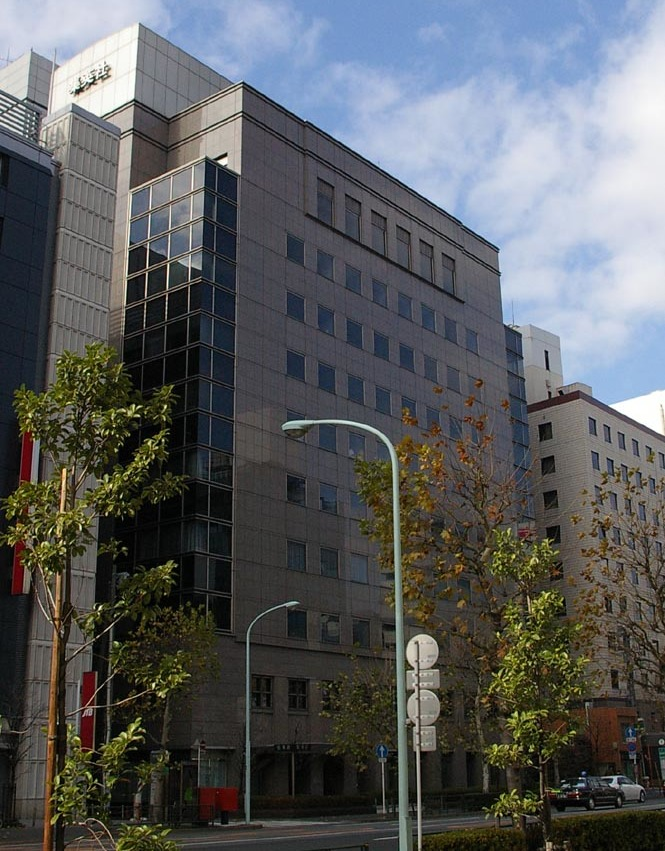
集英社

## 交通
鉄道
- 東京地下鉄竹橋駅（○東西線）
- 都営地下鉄神保町駅（○三田線 ○新宿線）- 出入口が設けられている。（所在地：神田神保町）

バス
- 都営バス 都02乙 - 池袋駅 - 春日駅 - 一ツ橋（平日・土曜朝の数回のみ運行）
- 風ぐるま（コミュニティバス） - 秋葉原ルート（専大前交差点停留所、秋葉原駅方面）と内神田ルート（神保町交番停留所、千代田区役所方面）が利用可能。

道路
- 東京都道301号白山祝田田町線（内堀通り）
- 東京都道405号外濠環状線（外堀通り）

首都高速道路・出入口
- 首都高速都心環状線
- 竹橋ジャンクション
- 一ツ橋出入口

## その他

### 日本郵便
- 集配担当する郵便局と郵便番号は以下の通りである[12]。

| 丁目         | 郵便番号 | 郵便局     |
| ------------ | -------- | ---------- |
| 一ツ橋一丁目 | 100-0003 | 銀座郵便局 |
| 一ツ橋二丁目 | 101-0003 | 神田郵便局 |